# 트로일러스와 크리세이드

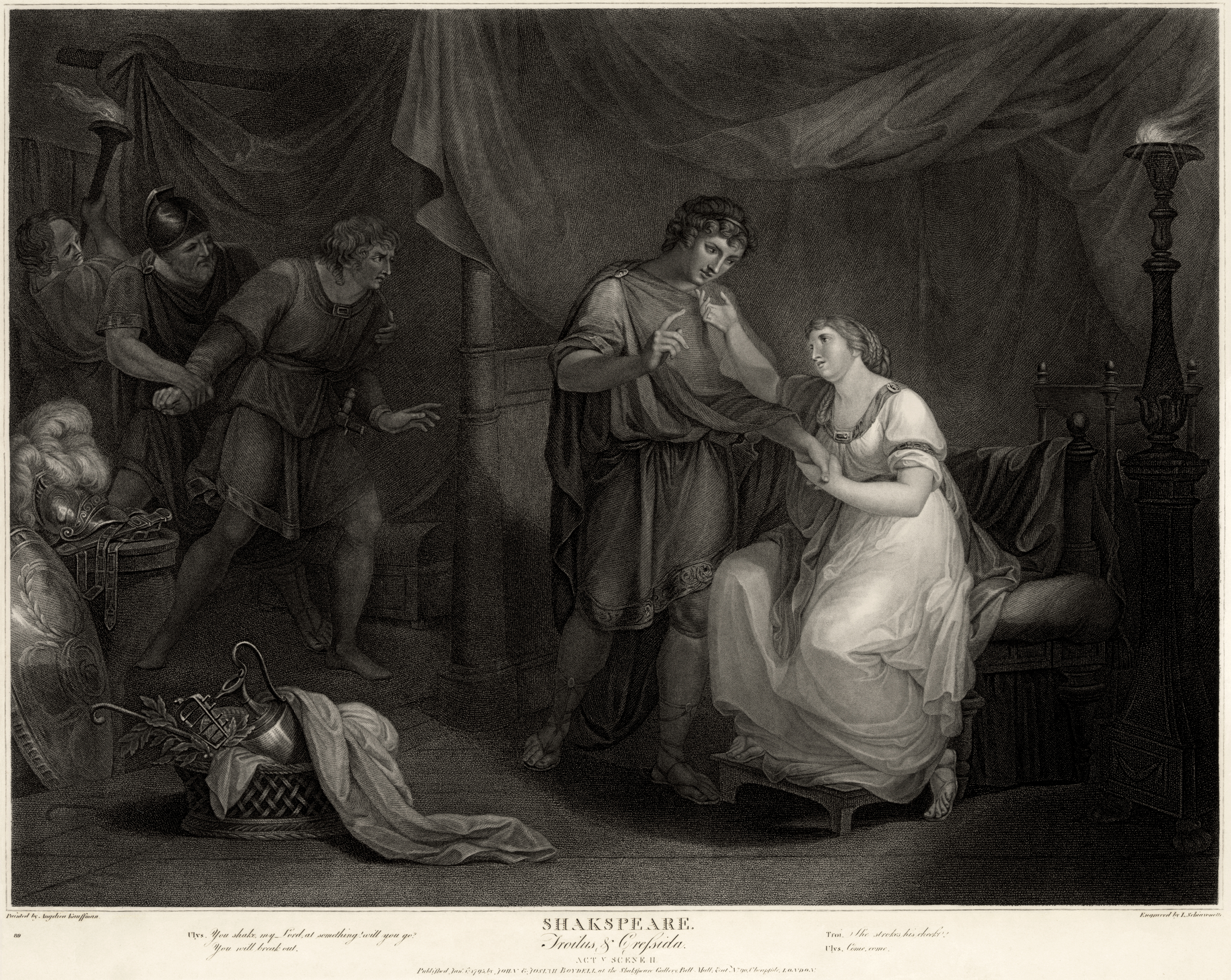
《트로일러스와 크리세이드》 5막 2장의 장면. 루이기 시아보네티의 1789년 작품을 1795년 앙겔리카 카우프만 이 인그레이빙으로 제작.

《트로일러스와 크리세이드》(Troilus and Cressida)는 윌리엄 셰익스피어의 비극이다. 1602년 무렵 쓰였을 것으로 추정되며, 조반니 보카치오의 시 《필로스트라토》를 바탕으로 제작된 제프리 초서의 동명의 소설이 모티브이다.
영국의 근세 희곡 연구자였던 프레드릭 S. 보아스는 이 작품을 셰익스피어의 문제극 가운데 하나로 평가한 바 있다. 극은 트로이의 귀족 헥토르가 트로일러스와 크리세이드 사이에서 사랑의 파국을 맞고 사망하는 매우 비참한 장면에서 끝난다. 이 희곡은 오늘날에도 "매우 활발한 비평 토론"의 소재가 되고 있다.
연극은 전반적으로 외설스런 희극과 우울한 비극을 번갈아 가며 보여주고 독자나 관객은 종종 하나의 캐릭터가 보여주는 양 극단을 이해하는데 어려움을 느끼게 된다. 미국의 작가 조이스 캐롤 오츠는 캐릭터들이 지니는 주요 요소 몇 가지들, 이를테면 계층, 명예, 사랑과 같은 것의 본질적 가치를 묻는 질문은 확실히 "현대적"으로 여겨진다고 평한 바 있다.
《트로일러스와 크리세이드》는 셰익스피어의 희곡 가운데 가장 성가시고 모호한 것으로 현대의 독자들마저 그것이 당대의 글인 것마냥 받아들이게 한다. 이 극은 허다한 배신과 비극을 불러오는 가식에 대한 비판을 보여줌으로써 인생의 정수란 무엇이고 20세기의 주제라 할 실존은 무엇인지에 대하여 논쟁을 펼치게 한다. …… 흔히 이 극을 비극으로 분류하지만, 전통적인 비극의 불가능성에 바탕을 둔 "비극"이라고 할 수 있다.

## 등장 인물
| 트로이 - 프리아모스, 트로이의 왕 - 프리아모스의 자녀들: 카산드라 (예언자), 헥토르, 트로일러스, 파리스, 데이포보스, 헳레노스, 마르가렐론(서자) - 안드로마케, 헥토르의 아내 - 아이네이아스, 사령관 - 안테노르, 장로 - 칼카스, 그리스 진영과 함께 한 트로이의 사제 - 크리세이드, 칼카스의 딸 - 알렉산드로스, 크리세이드의 종복 - 판다로스, 크리세이드의 삼촌 | 그리스 - 아가멤논, 그리스 연합군 사령관 - 아킬레우스, 왕자 - 아이아스, 왕자 - 디오메데스, 왕자 - 네스토르, 현명한 왕자 - 오디세우스, 이타카의 왕 - 메넬라오스, 스파르타의 왕, 아가멤논의 형제 - 헬레네, 메넬라오스의 아내, 파리스와 함께 트로이로 도망가 전쟁의 불씨가 되었다. - 테르시테스, 저열하고 상스러운 "바보" - 파트로클로스, 아킬레우스의 동료 |

## 플롯

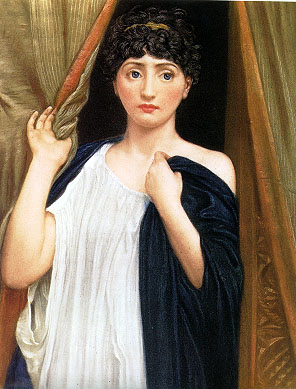
《크리세이드》, 에드워드 포인터 작.

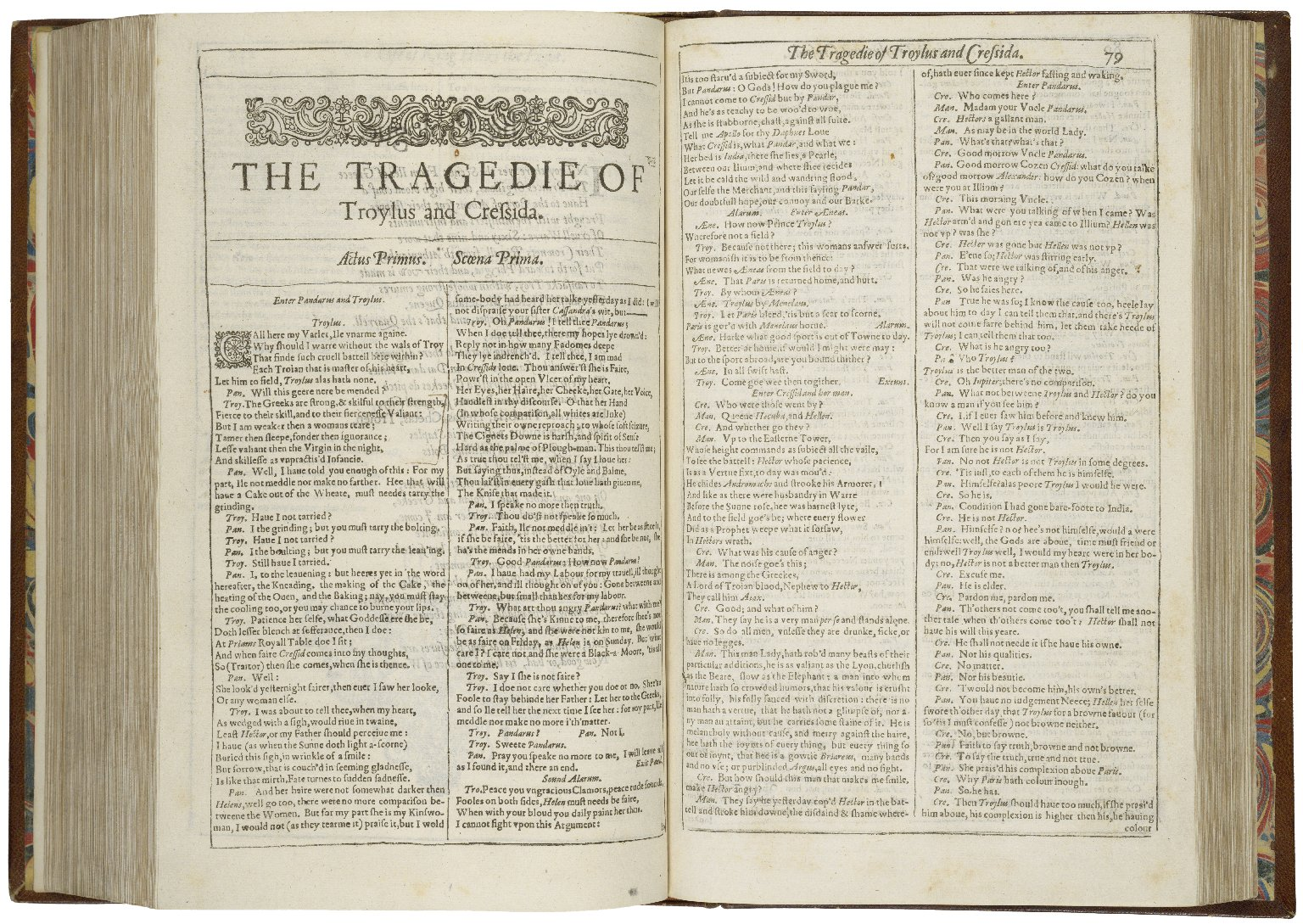
1623년 제1 이절판에 인쇄 된 《트로일러스와 크리세이드》의 첫 페이지

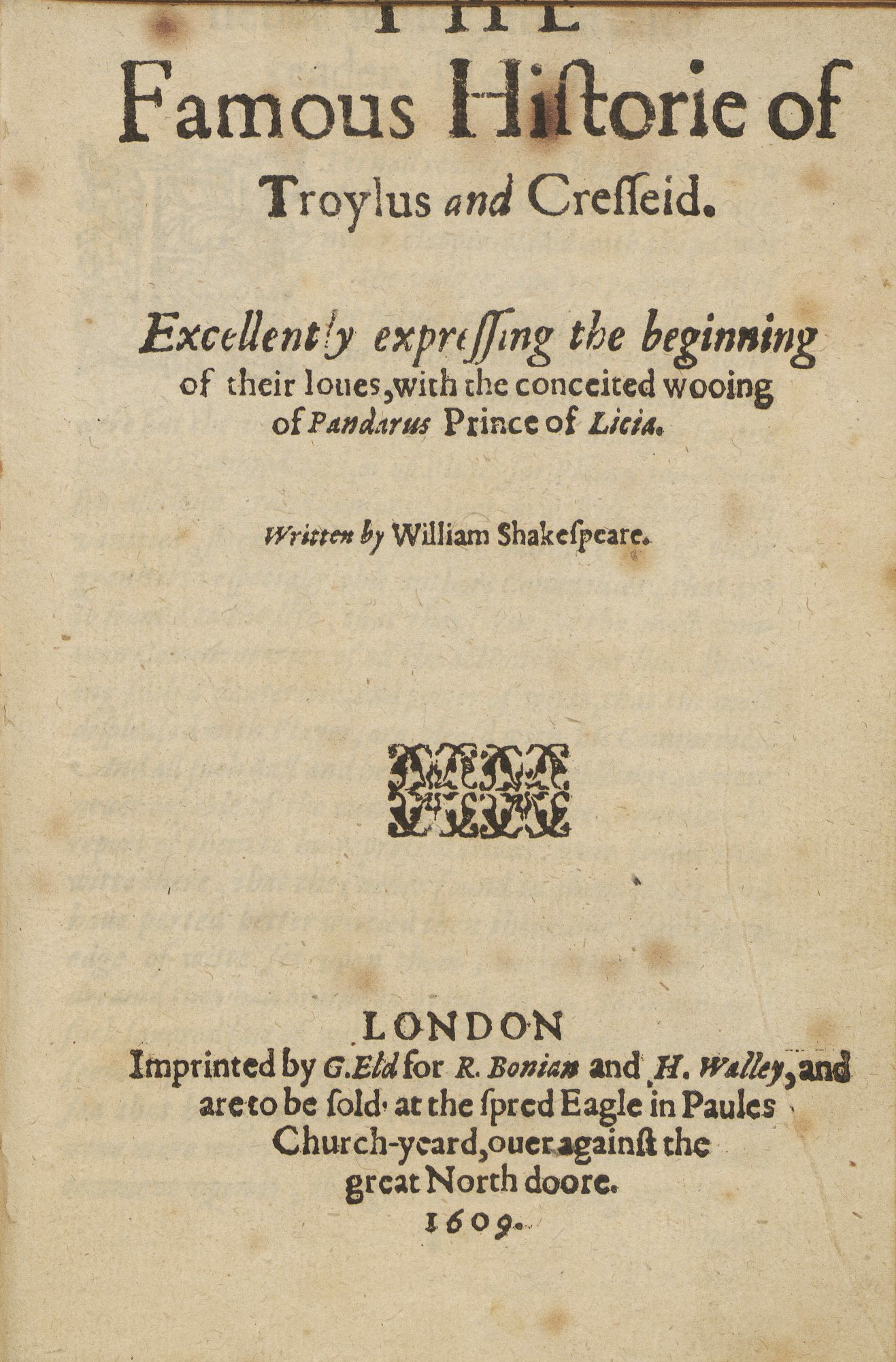
1609년 4절판의 《트로일러스와 크리세이드》 표지

### 개요
《트로일러스와 크리세이드》는 트로이 전쟁 후반 아킬레우스가 참전을 거부한 장면부터 헥토르가 죽음을 맞이하는 장면까지 《일리아드》의 줄거리를 충실히 따르고 있다. 익히 알려진 이야기 속에 두 가지 플롯이 놓인다. 하나는 트로이의 왕자로 프리아모스의 아들인 트로일러스가 그리스편으로 넘어간 사제 칼카스의 딸 크리세이드와 사랑에 빠지는 것이고, 다른 하나는 크리세이드가 포로교환의 댓가로 그리스 진영에 넘겨저 디오메데스를 만나고 사랑하게 되는 것이다.
연극은 트로일러스와 크리세이드를 제목으로 내세우지만, 실제 이들의 사랑 이야기가 차지하는 부분은 작다. 연극의 대부분은 그리스의 사령관 아가멤논과 트로이의 왕 프리아모스를 중심으로 진행된다. 아가멤논이 이끄는 그리스군은 자존신 강한 아킬레스가 전투에 복귀하여 도전장을 보내온 헥토르와 일대일로 싸우게 하려고 노력하고있다. 원래 아이아스가 나서도록 헥토르와 싸우기 전에 휴전을 맺었다. 트로이의 성벽 앞에서 헥토르는 아킬레우스가 아끼는 동료이자 아마도 연인이었을 파트로클로스를 죽이고 아킬레우스는 다시 참전하게 된다. 아킬레스는 헥로르와 싸워 그를 붙잡고 자신이 이끄는 미르미돈 군에게 헥토르를 죽이라 지시한다. 그리스는 트로이를 정복하고자 계속 싸우고 있고 트로이는 자신들의 영웅이 죽는 것을 목도하는 가운데 극은 결말을 맞는다.

### 1 막

#### 1장
군인 한 명이 등장하여 트로이 전쟁의 줄거리를 설명하며 연극이 시작된다.
트로이 성벽 안에서 트로일러스는 판다로스에게 자신이 그의 질녀 크리세이드를 깊이 흠모하고 있으며 이로 인한 상심으로 전투에 참전할 수 없노라고 토로한다. 판다로스는 크리세이드와 트로일러스를 이어주기 위해 최선을 다하고 있노라며 그의 노고에 비해 돌아오는 감사가 적다고 불형한다. 판다로스가 떠나자 트로이의 사령관 아이네아스가 들어와 메넬라오스와 싸우다 파리스가 부상을 입었다는 소식을 전한다. 전투의 소음이 무대를 감싸면 트로일러스는 그 자리에서 참전을 수락한다.

#### 2장
도시의 다른 한 켠에서 크리세이드는 종복과 전날 용감하지만 어리석은 그리스의 아이아스가 위대한 트로이의 왕자 헥토르를 맞아 싸우기로 결정하였는데, 헥토르가 행여나 이 싸움에 패배할까봐 두렵다는 이야기를 나눈다. 판다로스가 들어와 트로이의 왕자들에 대해 평을 하면서 헥토르보다는 트로일러스가 더 위대하다고 주장한다. 그들이 이런 이야기를 나누는 사이 트로일러스와 안테노르, 아이아네스, 헥토르, 파리스 같은 트로이의 영주들이 전투를 마치고 행렬을 이루어 지나간다. 판다로스는 이들 모두를 칭찬하지만 그 누구도 트로일러스와 같을 수 없다고 말한다. 판다로스는 트로일러스에게서 사랑의 정표를 얻어오마 하고 말하며 떠나고 크리세이드는 홀로 남아 트로일러스를 연모한다.

#### 3장
그리스군 막사에서 사령관이자 위대한 왕인 아가멤논은 휘하와 함께 대화를 한다. 트로이 공방전이 7년이 지나는 동안 아무런 성과도 없었기 때문에 그들은 낙담하고 있다. 넥토르는 영웅의 길이란 이렇게 어려운 것이라 하고, 오디세우스는 그리스군 진영의 권위가 무너질 위기에 직면해 있다고 충고한다. 아킬레우스와 그의 동료 파트로클로스가 참전을 거부하고 있어 진영이 분열되고 있다는 것이다.  오디세우스는 아이아스와 그의 하인들마저 독설을 내뱉을 뿐이어서 진영 전체가 무너질 위기라고 말한다. 그리스군이 이런 말을 하고 있을 때 아이아네스가 휴전의 짓발을 들고 나타나 헥토르의 도전장을 전한다. 헥토르는 각자의 아내를 걸고 일대일로 맞서 싸울 그리스 영주는 없느냐고 도발한다. 그리스 군은 이 도전에 응하고 아이아네스는 돌아간다. 아이아네스가 나가자 오디세우스는 네스토르에게 이 도전은 아킬레우스를 겨냥한 것이라 말하지만 아킬레우스가 참전에 불응하고 있으므로 아이아스를 내세워 그를 도발하자고 제안한다. 아이아스가 이기면 그것대로 좋고 아이아스가 지게 되면 그것대로 아킬레우스를 참전시킬 명분이 된다는 계획이다. 네스토르는 오디세우스의 계략에 동의한다.

### 2 막

#### 1장
그리스군 막사에서 아이아스는 자신의 종복 테르시테스를 불러 자신에게 전달된 명령의 진의를 묻는다. 상스러운 입을 가진 사악한 테르시테스는 명령에 불복하라고 충동질을 하며 그의 주인과 그리스 군 전체를 싸잡아 저주하여 매를 번다.  아킬레스와 파트로클로스가 들어오자 테르시테스는 그들 마저 저주한다. 파트로클로스가 위협하자 입을 다물지만 "아킬레스의 브로치가 날 선택하면 아마도 내가 평화롭게 되겠지요"라고 비아냥거린다., 16 세기의 용례에서 브로치는 여러가지를 가리키는 말이었지만 무엇보다도 '뾰족한 막대나 침 또는 바늘'을 의미했다.  아킬레우스와 파트로클로스가 연인 사이임을 암시하면서 이를 비아냥 거린 것이다. 아킬레스는 테르시테스를 물리치며 아이아스에게 선택은 알아서 할 일이나 헥토르와의 싸움은 비웃음만을 살 것이라 말한다.

#### 2장
트로이의 왕 프리아모스는 아들들과 함께 헬레네를 돌려보내 전쟁을 끝낼 수 있을 지 토론한다. 헥토르는 헬레네를 데려 온 것이 용감한 일임에는 틀림없지만 이렇게까지 댓가를 치를 필요는 없다고 주장한다. 카산드라는 헬레네를 돌려보내지 않으면 트로이가 불태워 질 것이라 울부짖는다. 카산드라가 떠나자 트로일러스는 명예를 지키기 위해 헬레네를 보낼 수 없다고 말하고 파리스 역시 자신과 뜻을 같이한다고 말한다. 이에 대해 이래서 도덕에 대한 젊은이의 결정은 믿을 수가 없다고 반빅하지만 트로일러스는 헬레네야말로 명예와 명성의 상징이라 주장한다. 헥토르는 불만이 남아있지만 어찌되었든 아킬레우스의 결전을 희망한다.

#### 3장
테르시테스가 홀로 나와 아이아스와 아킬레우스를 모두 비웃는다. 아킬레우스와 파트로클로스가 나타나자 테르시테스는 둘 모두 바보라고 놀린다. 파트로클로스가 테르시테스를 때리려 하자 아킬레우스가 막아선다. 이때 사령관 아가멤논과 오디세우스, 네스토르, 디오메데스, 아이아스가 함께 등장한다. 이 모습을 본 아킬레우스는 그의 막사로 황급히 들어가고 파트로클로스가 이들을 맞는다. 아가멤논이 아킬레우스를 만나고자 하지만 파트로클로스는 아킬레우스가 아프다고 둘러댄다. 아가멤논은 화를 내며 아이아스에게 아킬레우스를 데려 나오라고 명령한다. 오디세우스는 이를 만류하며 아이아스야말로 전자 중의 전사라고 치켜세운다. 그들은 아킬레우스를 막사에 남겨둔 채 아이아스를 그리스군의 챔피언으로 결정한다.

### 3 막

#### 1장
트로이 성안, 판다로스는 파리스와 헬레네를 만나려고 기다리는 사이 종복 하나와 대화를 한다. 파리와 헬레네가 들어오자 판다로스는 그날 저녁 있을 연회에서 프리아모스가 트로일러스가 어디있느냐고 묻거든 변명을 해 달라고 요청한다. 파리스와 헬레네는 트로일러스가 어디 있을 것이냐 묻지만 판다로스는 답하지 않는다. 판다로스가 전사들의 귀환을 맞이하러 나가자 둘은 아마도 크리세이드와 함께 있을 것이라며 상스러운 농담을 한다.

#### 2장
트로일러스는 더 이상 참을 수 없는 상태이고 판다로스는 그의 욕망이 곧 실현될 것이라고 확언한다. 판다로스는 밖으로 나가 우연을 가장하여 크리세이드를 안으로 불러들이고 트로일러스와 포옹하라고 종용한다. 판다로스가 자리를 피해주자 둘은 서로의 사랑을 고백한다. 크리세이드는 자신의 사랑이 진실하다고 선언하며 만일 그녀가 변심하면 후세에 "크리세이드의 사랑"이란 말이 거짓 사랑을 대표하는 말로 쓰일 것이라 맹세한다.

#### 3장
한편 그리스 막사에서 트로이를 배신한 크리세이드의의 아버지 칼카스는 그리스군에게 호의를 베풀어달라 요청한다. 그는 사로잡은 트로이 장군 안테노르를 그의 딸 크리세이드와 교환하여 딸을 다시 만나기를 희망한다. 아가멤논은 요청을 받아들이고 디오메데스에게 포로 교환을 관할하도록 명령한다. 오디세우스의 계략에 따라 그리스의 장군들은 아킬레스의 천막 앞을 지나며 그를 무시한다. 아킬레우스가 오디세우스에게 왜 자신이 모욕당하는 지 묻자 오디세우스는 그가 더 이상 영웅이 아니기 때문이고 곧 잊혀질것이라 대답한다. 오디세우스가 사라지자 파트로클로스는 아킬레우스에게 적의 여자와 그만 관계를 맺고 다시 전장에 나서면 명예를 회복할 수 있다고 조언한다. 이 말은 오디세우스가 알려준 것이다. 아킬레우스는 파트로클로스의 조언에 동의한다. 이때 테르시테스가 들어와 아이아스가 출전을 준비하고 있다고 알린다.  파트로클로스는 테르시테스에게 다음날 아킬레우스가 헥토르에 맞설 것이니 아가멤논과 아이아스는 안심하고 있으라고 전하라 명령한다.

### 4 막

#### 1장
디오메데스가 안테노르와 크리세이드의 교환을 위해 트로이에 당도한다. 아이아네스와 파리스는 진심으로 그를 환영한다. 아이아네스는 이 교환이 성사되면 트로일러스가 크게 상심할 것이라고 하고, 파리스는 동의하지만 안타깝게도 다른 선택의 여지가 없다고 말한다. 아이네아스가 자리를 뜨자 디오메데스는 파리스와 메넬라오스 가운데 누가 더 헬레네와 함께 할 자격이 있는 지 자문하고, 둘 모두 "창녀"에게 위대한 피를 댓가로 지불하는 바보들이라며 입맛이 쓴 자답을 남긴다.

#### 2–3장
다음날 아침 트로일러스는 크리세이드의 침실을 나서고 크리세이드는 조금만 더 머물다 가기를 간청한다. 판다로스가 들어와 이 연애에 대해 짖굳은 농담을 하고 있는데 갑자기 문을 두드리는 소리가 들리고 크리세이드는 트로일러스를 황급히 숨긴다. 문을 열자 아이아네스가 들어와 트로일러스를 데려오도록 명령한다. 트로일러스가 불려오고 아이아네스는 그 앞에서 크리세이드와 안테노르의 교환 소식을 전한다. 트로일러스는 아버지 프리아모스에게 항의하기 위해 아이아네스와 함께 떠나고 판다로스가 남겨진 크리세이드에게 이 소식을 전하자 그녀는 흐느낀다.

#### 4장
트로일러스가 트로이의 영주들과 함께 디오메데스를 크리세이드의 집에 데려오고 트로일러스는 잠시 둘만의 시간을 갖고자 한다. 둘만 남겨지자 트로일러스는 변치 않는 사랑을 선언하고 크리세이드는 그리스군의 막사에 가더라도 자신의 마음은 여전히 그와 함께할 것이라 언약한다. 디오메데스에게 크리세이드를 넘기며 트로일러스는 "온당한 대우를 하지 않으면 끔찍한 플루토스의 저주가 내릴것"이라고 위협한다. 디오메데스는 그러겠노라 약속하고 이 때 헥토르와 아이아스의 결투를 알리는 나발이 울린다.

#### 5장
그리스군 막사에 도착한 크리세이드는 그리스군의 모든 장군들에게 선보녀 진다. 크리세이드는 모두에게 키스하지만 오디세우스는 이를 거부한다. 크리세이드가 막사를 나가자 오디세우스는 그녀가 부덕하다고 비난한다. 트로이의 영주들이 도착하고 아이아네스가 결투 조건을 내건다. 아이아네스는 헥토르가 아이아스와의 인연 때문에 이 결투를 내켜하지 않는다는 말을 전한다. 두 결투자가 준비하는 사이 아가멤논은 오디세우스에게 "왜 트로이인들은 모두 똑같이 큼지막해 보이는 지" 묻고 오디세우스는 트로일러스야말로 트로이인 가운데 가장 위대하며 헥토르마저 그에 비할 바가 아니라고 답한다.

### 5 막

#### 1장
결전을 앞둔 밤 그리스군은 양 진영을 위해 연회를 배푼다. 아킬레우스는 파트로클로스가 능히 헥토르를 죽일 수 있다고 장담한다. 테르시테스는 아킬레우스의 연인이 된 사로잡힌 트로이의 공주 폴리세나가 헥토르와 싸우지 말것을 간청하는 편지를 전달하며, 군영 모두가 보는 자리에서 파트로클로스를 "아킬레우스의 남창"이라고 비아냥거린다. 연회가 끝나고 모두가 잠자리에 들기 위해 떠나지만 테르시테스는 남아서 다른 사람들의 행동을 엿본다. 모두가 잠자리로 가는데 디오메데스는 크리세이드를 보기 위해 빠져나가고, 그 뒤를 오디세우스와 트로일러스가 밟는다. 디오메데스는 도덕이고 자시고 욕정밖에 없어 보이고, 테르시테스는 그 뒤를 쫓아 간다.

#### 2장
칼카스의 막사 안에서 디오메데스는 크리세이드를 찾는다. 칼카스가 딸을 대려오고 한켠에서는 트로일러스와 오디세우스가 다른 한켠에서는 테르시테스가 이를 엿본다. 디오메데스가 크리세이드를 칭송하며 자신과 함께 하기를 청한다. 이를 본 테르시테스는 상스러운 욕설을 내밷고 트로일러스는 충격을 받는다. 크리세이드는 트로일로스가 정표로 주었던 소매자락을 디오메데스에게 주며 다시는 디오메데스를 보지 않길 원한다고 말하지만 디오메데스가 이를 돌려주자 누그러진다. 결국 크리세이드는 장래에 디오메데스와 잠자리를 함께 하겠다고 약속하고 둘은 각자 막사를 떠난다. 크리세이드는 연인의 변심 장면을 직접 목도하고 고통에 휩싸여 전장에서 디오메데스를 죽이리라 결심한다. 마침내 아침이 밝아오고 아이아네스는 트로일러스를 데리고 트로이로 귀환한다.

#### 3장
헥토르는 고함을 지르며 전투를 알리고, 그의 아내 안드로마케와 여동생 카산드라는 가지 말라고 간청한다. 둘 다 헥토르가 죽는 꿈을 꾸었다고 만류하지만 그는 경고를 무시한다. 트로일러스가 와서 그도 함께 싸울 것이라고 말한다. 트로일러스는 그 동안 헥토르가 적에게 너무 관대하였다고 하면서 오늘은 할 수 있는 한 많은 사람을 죽일 것이라 장담한다. 카산드라를 앞세우고 들어선 늙은 왕 프리아모스는 그 역시 오늘 좋지 않은 징조를 느낀다며 싸움을 만류하지만, 헥토르는 들으려 하지도 않고 전장으로 나선다.  판다로스가 트로일러스에게 크리세이드의 편지를 전하지만 트로일러스는 편지를 읽지도 않고 찢어버린 후 헥토르를 따른다.

#### 4장
전투가 벌어지자 테르시테스는 겁을 먹고 이리 저리 피하며 죽음을 모면한다.

#### 5장
전장의 한 켠에서 아가멤논이 전황을 설명한다. 도레우스는 사로잡혔고 파트로클로스는 죽임을 당하여 그리스군에게 불리한 상황이 펼쳐지고 있다. 네스토르는 "전장에 천명의 헥토르가 있는듯 하다"(5.4.3. )고 말한다. 아킬레우스가 어디에 헥토르가 있냐고 묻는다.

#### 6장
트로일러스는 디오메데스, 아이아스를 맞아 싸운다. 헥토르가 아킬레우스를 찾고 둘은 격돌한다.

#### 7장
전장의 다른 편에선 메넬라오스와 파리스가 싸우고 있다. 테르시테스는 프리아모스의 서자와 맞닥드리지만, 자신도 서자라며 서자끼리 싸워서 무슨 득이 있겠냐고 싸움을 피한다.

#### 8장
아킬레우스와 그의 부하들이 헥토르를 찾아내 무찌르고 그의 황그 갑옷을 벗겨낸다. 갑옷이 벗겨진 핵토르는 그리스군에 둘러쌓여 죽임을 당한다.

#### 9장
아가멤논, 아이아스, 메넬라오스, 네스토르, 디오메데스, 그리고 다른 그리스군들이 등장하여 행진한다. 그들은 헥토르의 영웅적 죽음을 칭송한다.

#### 10장
판다로스가 무대에 홀로 남아 그는 단지 왜 갈망하는 이들을 조금이나마 도왔을 뿐인데 이런 오명을 얻어야만 하는지 자문한다.

## 장르 정의 문제
셰익스피어의 《트로일러스와 크리세이드》는 공연 시기를 특정하는 문제와 함께 장르를 어떻게 정의할 것인가에 대한 어려움이 있다.
19세기의 유명한 문학 비평가 프레드릭 S. 보아스 (Frederick S. Boas)는 《자에는 자로》와 《끝이 좋으면 다 좋다》 등과 함께 《트로일러스와 크리세이드》를 셰익스피어의 대표적인 문제극으로 규정하였다. 문제극이란 용어는 보아스와 동시대에 활동한 극작가들인 입센, 쇼 등의 사회적 문제 의식을 드러내는 희곡에서 유래 한 것으로, 사회적 또는 정치적인 논쟁을 촉발하지만 해결은 쉽지 않은 문제를 드러내는 연극을 뜻한다.
《트로일러스와 크리세이드》가 갖는 혼란스러운 특성 때문에 독자나 관객은 연극을 이해하기 어렵다. 장르는 연극을 쉽게 이해하는 방법가운데 하나지만, 《트로일러스와 크리세이드》는 "이 연극의 장르는 무엇인가?" 하고 물으면 사랑의 파멸이라는 비극적 요소와 함께 위선을 꼬집는 "환멸의 희곡"의 요소를 무시할 수 없다. 딱히 장르를 구분하기 어려운 희극이다.
앤서니 B. 도우슨은 이 희곡은 장르를 넘나드는 수수께끼로 가득하 있으며 이것이 《트로일러스와 크리세이드》의 참된 묘미라고 평한다.
이러한 근대적 평가 이전에 《트로일러스와 크리세이드》는 전통적으로 비극으로 인식되어 왔다. 보아스가 이를 문제극이라 평한 이후 장르에 대한 다각도의 재평가가 이루어졌다.
조이스 캐롤 오츠는 이러한 비평의 변화는 셰익스피어 연극이 보여주는 사랑, 명예, 계층에 대한 가치들이 현대적 수용 면에서 실질적인 변화가 있기 때문이라고 지적한다. 셰익스피어 당시로서도 이 주제들은 매우 문제적이었을 것이다. 오츠는 장르에 대한 새로운 해석으로 인해 《트로일러스와 크리세이드》가 여전히 현재성을 갖는 비극으로 자리매김 하고 있다고 믿는다.

## 희곡
희곡은 햄릿이 작성된 해인 1602년 무렵 쓰인 것으로 여겨진다. 1609년 두 종류의 4절판으로 출판되었다. 두 판의 희곡이 서로 다른 점이 많아 실재 공연이 이루어졌는 지는 확실치 않다.

## 공연
희곡의 최초 판본이 작성된 1602년 초연이 있었을 수 있지만 확실치 않다. 근대 이전에 이 대본으로 공연을 열었다는 기록은 없다. 근대에 이르러는 19세기 이후 공연되었으며 1차 대전이 있기 전까지 점차 인기를 얻었다.
최근의 공연 가운데 유명한 것으로는 2012년 로열 셰익스피어 컴퍼니가 미국의 더 우스터 그룹과 공동 제직하여 스완 극장에서 상연된 것이 있다. 이 때에도 불분명한 질문이 가득하다는 비평을 들었다.

## 참고 문헌
- Antonelli, Roberto. The Birth of Criseyde – An Exemplary Triangle: 'Classical' Troilus and the Question of Love at the Anglo-Norman Court.
- Boitani, Paolo (1989). The European Tragedy of Troilus. Clarendon Press, Oxford, pp. 21–48.
- Bullough, Geoffrex (1957). Narrative and Dramatic Sources of Shakespeare. Columbia University Press, ISBN 0-231-08891-4.
- Gelfert, Hans-Dieter (2014). William Shakespeare in his time. C.H. Beck Verlag, Munich, ISBN 978-3-406-65919-5, p. 333.
- Godshalk W.L.: "The Texts of Troilus and Cressida". In: Early Modern Literary Studies. 1.2. (1995), Vol. 2, pp. 1–54.
- Jensen, Phebe. "The Textual Politics of Troilus and Cressida". In: Shakespeare Quarterly. Vol. 46, 1995, pp. 414–423.
- Oates, Joyce Carol (1966/1967). "The Tragedy of Existence: Shakespeare's Troilus and Cressida". Originally published as two separate essays, in Philological Quarterly, Spring 1967, and Shakespeare Quarterly, Spring 1966.
- Palmer, Kenneth (1982). Troilus and Cressida. The Arden Shakespeare. Second Series. Methuen, London, ISBN 0-416-17790-5.
- Reichert, Klaus (1998). "Troilus and Cressida or the contaminated world". In: Klaus Reichert: The foreign Shakespeare. Hanser, Munich. ISBN 3-446-19498-3ISBN 3-446-19498-3, pp. 191–197.
- Richard S. Possessed with Greatness: The Heroic Tragedies of Chapman and Shakespeare.
- Rosenblum, Joseph (2005). The Greenwood Companion to Shakespeare. Vol 2, Grenwood Press, London. pp. 566–585.
- Rossiter, A.P. (1985). Troilus and Cressida. Shakespeare Tragedies. New York: Chelsea House Publishers
- Smith, Emma (2012). The Cambridge Shakespeare guide. Cambridge Univ. Press, Cambridge, ISBN 978-0-521-14972-3, pp. 190–194.
- Suerbaum, Ulrich (2006). The Shakespeare Guide. Reclam, Ditzingen. ISBN 3-15-017663-8ISBN 3-15-017663-8, 3rd rev. Edition 2015, ISBN 978-3-15-020395-8, pp. 166–171
- Troilus and Cressida dir. Ben Iden Payne, Shakespeare Memorial Theatre, Stratford-upon-Avon. Prompt book used for Shakespeare Memorial Theatre production: RSC/SM/1/1936/TRO1 – held at Shakespeare Centre Library and Archive, Henley Street, Stratford-upon-Avon. The Times (1936) Review. The Times, 25 April (no author/by-line).
- Wells, Stanley; Taylor, Gary (1987). William Shakespeare: A Textual Companion. Oxford University Press, Oxford. ISBN 0-393-31667-XISBN 0-393-31667-X.